# II-76
Die II-76 (bulgarisch Републикански път ІІ-76 Republikanski pat II-76, „Republikstraße II-76“) ist eine Hauptstraße (zweiter Ordnung) in Bulgarien.

## Verlauf
Die Straße zweigt nördlich von Granitowo (Гранитово) von der Straße I-7 ab und führt in südwestlicher Richtung durch das Hügelland von Elchowo (bulgarisch Елхово) in die Kleinstadt Topolowgrad (bulgarisch Тополовград). Von dort führt sie durch das kleine Sakar-Gebirge nach Chljabowo (Хлябово) und Balgarska Poljana (Българска поляна). Sie kreuzt die Straße II-55 und führt durch Tscherepowo (Черепово), an Braniza (Браница) vorbei und weiter durch Balgarin (Българин) zur Autobahn Awtomagistrala Mariza (A 4). Nach Passieren der Anschlussstelle der A 4 und der Bahnstrecke in die Türkei erreicht die II-76 die Stadt Charmanli (bulgarisch Харманли) und endet dort an der Fernstraße I-8.